# El mago (película de 2004)
El mago es una película mexicana del 2004, dirigida por Jaime Aparicio. La película es la ópera prima de Aparicio, ya que ha dedicado la mayor parte de su carrera a trabajar en televisión. La película fue producida por el CUEC (Centro Universitario de Estudios Cinematográficos), de la Universidad Nacional Autónoma de México.[cita requerida]

## Argumento
Tadeo (Erando González) es un solitario mago callejero que actúa por unas monedas. Un día se entera de que tiene un tumor en el  y que le queda poco tiempo de vida. Entonces se da cuenta del nuevo sentido que su vida tiene y se decide a visitar a Raquel (Julissa), una antigua compañera a quien decidió dejar. En tanto conocerá a Morgana (Maya Zapata), una joven madre soltera que vive en la misma vecindad que Tadeo.

## Reconocimientos
- Zenith de Oro en el Festival Internacional de Cine de Montreal.
- Mejor Película Mexicana en el Festival Internacional de Cine de Guadalajara.